# Frederick Barrett
Frederick William Barrett, britanski ladijski kurjač, ladijski gasilec in gozdar * 10. januar 1883 Liverpool, Združeno Kraljestvo † 3. marec 1931 Liverpool, Združeno Kraljestvo.                          
Barrett je služil kot kurjač na številnih britanskih ladij, 6. aprila 1912 pa je bil premeščen na ladjo RMS Titanic. Ko je 15. aprila 1912 ladja potonila, se je Barret vkrcal v reševalni čoln št. 13 v katerem je prevzel poveljstvo in tako preživel potopitev. Pozneje je pričal pred preiskovalnimi komisijami o potopitvi ladje in v mornarici še naprej delal do leta 1922. Ko mu je leta 1923 umrla žena stara 39 let, je Barret nehal delati na morju in delal na kopnem kot gozdar z sečnjem.
Leta 1931 je umrl zaradi pljučne tuberkuloze.